# Subhaptomerus frieseri frieseri
Subhaptomerus frieseri frieseri é uma subespécie de insetos coleópteros polífagos pertencente à família Curculionidae.
A autoridade científica da subespécie é Hoffmann, tendo sido descrita no ano de 1960.
Trata-se de uma subespécie presente no território português.